# آلان فايندر
آلان فايندر (بالإنجليزية: Alan Finder)‏ (19 فبراير 1948- 24 مارس 2020) هو صحافي أمريكي الجنسية.

## النشأة
ولد آلان في بروكلين وترعرع في مقاطعة ناساو، نيويورك. وتخرج من مدرسة فالي ستريم ساوث الثانوية . 

## التعليم
حصل على بكالوريوس في موضوع التاريخ من جامعة روتشستر في عام 1969، وماجستير في موضوع الدراسات الأمريكية من جامعة ييل في عام 1972.

## الحياة المهنية
من عام 1974 إلى عام 1974؛ عمل آلان في 'ذا ريكورد' (The Record) في هاكينساك ، نيو جيرسي ، ومن بعد ذلك؛ عمل في نيوزدي حتى عام 1983، في لونغ آيلند . عمل فايندر لمدة 27 عامًا في صحيفة نيويورك تايمز ، وتقاعد في شهر ديسمبر من عام 2011. وصفه دين بوكيه؛ المحرر التنفيذي في النيويورك تايمز، بأنه «أحد نجوم مترو في سنوات الثمانينيات وسنوات التسعينيات ، وقد كان كاتب كبير، في عصر كبير يسوده الروح التنافسية الشديدة من تاريخ أخبار مدينة نيويورك».  في فترة التقاعد؛ واصل العمل كمحرر 'لذا ريكورد' (The Record) و نيوزدي (Newsday)، وكمحرر في قسم المكتب الدولي في صحيفة نيويورك تايمز 'New York Times' . 

## الوفاة
توفي آلان فايندر في تاريخ 24 مارس 2020 ، في مستشفى فالي في ريدجوود ، نيو جيرسي.  حيث تم تشخيصه؛ قبل فترة قصيرة من وفاته، على انه مصاب بمرض فيروس كورونا 2019. 